# IC 4354
IC 4354 — галактика типу Sb (компактна витягнута галактика) у сузір'ї Діва.
Цей об'єкт міститься в оригінальній редакції індексного каталогу.